# بوی نامطبوع تهران
بوی نامطبوع تهران نخستین بار در پاییز آبان ۱۳۹۷ در مناطق مرکزی شهر تهران به مشام شهروندان تهرانی رسید.
تاکنون از فاضلاب، مرکاپتان، آرادکوه، دریاچه چیتگر و مازوت‌سوزی صنایع به عنوان علت ایجاد بوی بد در تهران یاد شده‌است.
سال ۹۷ برای نخستین‌بار در روز چهارشنبه مورخ ۱۲ دی ماه، در سال ۹۸ در روزهای ۱۱، ۱۷، ۲۳ و ۲۴ آذرماه و روز یکم دی ماه، و در سال ۹۹ در ۸ آذر ماه بوی نامطبوعی در بخش‌هایی از شهر تهران برای چند ساعت استشمام شد.

## منشأ
۱۲ دی‌ماه سال ۱۳۹۷ حوالی ساعت ۱۵ بوی نامطبوعی در بخش‌هایی از تهران از جمله زعفرانیه، آرژانتین، فاطمی، خیابان فلسطین، گمرک و… استشمام شد و تا پاسی از شب این بو ادامه داشت. در ۱۳ و ۲۳ آذر و همچنین ۲۶ آذر ۱۳۹۸ بوی نامطبوع دوباره بخش‌هایی از تهران را فراگرفت و البته بیشتر در مناطق ۲، ۴، ۶، ۱۷، ۱۰ و ۱۱ بود و تقریباً بو شبیه تخم‌مرغ گندیده بود.
در ۸ آذر سال ۹۹ بویی در مناطق ۴، ۵، ۷، ۸، ۱۰، ۱۱، ۱۸، ۱۹ و ۲۰ از حدود ساعت ۱۶ الی ۱۸ قابل استشمام بود.

## علت
در ۱ دی ۱۳۹۸، مسعود تجریشی، معاون سازمان حفاظت محیط زیست ایران اعلام کرد که براساس یافته‌های علمی این سازمان «عامل بوی نامطبوع در تهران مربوط به افزایش غیراستاندارد میزان گوگرد است.»
تاکنون از فاضلاب، مرکاپتان، آرادکوه و مازوت‌سوزی صنایع به عنوان علت ایجاد بوی بد در تهران یاد شده‌است. رئیس کمیته محیط‌زیست شورای شهر تهران انتشار بوی نامطبوع در شهر تهران حاکی از یک معضل محیط‌زیستی نوپدید در شهر است که می‌توان آن را به اژدهایی چند سر تشبیه کرد که هر سال، سر جدیدی به آن اضافه می‌شود.
مدیر کل محیط زیست و توسعه پایدار شهرداری تهران ۸ آذر ماه ۱۳۹۹ در گفتگو با ایسنا گفت: هنوز منبع یا منابع دقیقی برای بوی نامطبوع تهران شناخته نشده‌اند اما انباشت زه آب در لایه‌های زیر سطحی پس از بارش باران، افرایش بار فاضلاب در شبکه زیر سطحی، آلودگی ناشی از سوخت فسیلی و تغییرات SO۲ (دی‌اکسید گوگرد) در هوا و رطوبت هوا در این موضوع بی تأثیر نیستند.
یکی از عوامل مؤثر در انتشار این بو فاضلاب و کانال‌های سطحی در شهر عنوان شده‌است.
همچنین افزایش غلظت آلاینده دی‌اکسید گوگرد در برخی از ایستگاه‌های سنجش کیفیت هوای شهر تهران گزارش شده‌است. این آلاینده در برخی ایستگاه‌ها حدود سه تا چهار برابر افزایش پیدا کرده و در ابتدا از سمت ایستگاه‌های جنوب‌غرب تهران آغاز شد.

## واکنش‌ها
محیط زیست استان تهران، محیط زیست شهرداری تهران، استانداری و برخی دستگاه‌های دیگر نسبت به انتشار این بوی نامطبوع واکنش نشان داده و بررسی‌هایی آغاز کردند تا اینکه سرانجام به‌طور دقیق منشأ بو مشخص نشد. هر چند برخی انتشار بو را به ماده مرکاپتان ربط دادند.
- ۱۷ آذر ۱۳۹۸ روزنامه شرق نوشت که بوی نامطبوع بار دیگر بخش‌هایی از تهران را فراگرفت و بارش باران هم نتوانست مانع از انتشارش شود.[۵]
- آرش حسینی میلانی عضو شورای شهر تهران: با توجه به تکرار مسئله بوی نامطبوع در آذرماه سال جاری، همچنان شاهد عدم واکنش سریع برای شناسایی منشأ آن هستیم.[۵]
- پیروز حناچی، شهردار تهران: از تحویل اطلاعات بوی نامطبوع پایتخت به ستاد بحران خبر داد.[۵]
- محسن هاشمی رئیس شورای شهر تهران: کارخانه سیمان مجاور تهران در ۱۵۰ روز گذشته از مازوت استفاده می‌کرده. ضمن این که به نظر می‌رسد آرادکوه نقش کمی در این ماجرا داشته باشد.[۵]
- انوشیروان محسنی بندپی استاندارد تهران: از فرودگاه امام خمینی تا مرقد ایشان، ۲۸ نقطه و کانون شناسایی شده که بعد از ۳۰سال بوی بد به مشام می‌رسد. باید بفهمیم که منشأ این بوی بد از کجاست.[۵]
- عیسی کلانتری، رئیس سازمان حفاظت محیط زیست ایران: رهبر جمهوری اسلامی از بوی بد «مسیر فرودگاه امام خمینی» به‌شدت «گله‌مند» است و دستور داده‌است که این «بوی نامطبوع» تا پایان دوران کار دولت دوازدهم یعنی حدود دو سال و نیم دیگر رفع شود.[۵]
- حسین شهیدزاده، مدیرعامل شرکت کنترل کیفیت هوای تهران: احتمال داده می‌شود بوی نامطبوعی که در مسیر فرودگاه امام استشمام می‌شود، همراه با وزش بادی که از آن سمت بوده، به شهر تهران رسیده‌است.[۴]
- صدر الدین علیپور مدیر عامل سازمان مدیریت پسماند شهر تهران: این بو در فصل سرد سال و همزمان با بارش هاست. اگر قرار بود بوی زباله باشد باید در فصل گرم سال که تخمیر صورت می‌گیرد این بو منتشر شود.[۴]